# Mitrephora teysmannii
Mitrephora teysmannii är en kirimojaväxtart som beskrevs av Rudolph Herman Scheffer. Mitrephora teysmannii ingår i släktet Mitrephora och familjen kirimojaväxter. Inga underarter finns listade i Catalogue of Life.